# بئر أبو كبرى (الرقة)
بئر أبو كبرى قرية سورية تتبع ناحية المنصورة في منطقة الثورة في محافظة الرقة. بلغ عدد سكانها 1790 نسمة في عام 2004 حسب إحصاء المكتب المركزي للإحصاء.